# Tour Ronde
Tour Ronde je nejvýchodnější významný vrchol masivu Mont Blanc. Je považován za prvotřídní rozhledový bod. Dostupný je pouze horolezeckou technikou. Ční do nadmořské výšky 3792 m.

## Okolí
V letech 1957-1965 byl pod Montblanským masivem vybudován 11,6 km dlouhý tunel spojující města Chamonix (Horní Savojsko, Francie) a Courmayeur (Valle d'Aosta, Itálie). Vede pod zaledněnými východními svahy Tour Ronde.

## Prvovýstup
Na vrchol poprvé vystoupili 22. července 1867 J.H. Backhouse, T. H.Carson, D.W.Freshfield, C.C.Tucker, D. Balley, M. Payot

## Cesty výstupů
Na vrchol Tour Ronde je možné vystoupit mnoha horolezeckými cestami. Nejoblíbenější jsou:
- Severovýchodní hřeben (obtížnost 2, AD). Cesta prvovýstupců začíná v sedle Entréves a sleduje téměř vodorovný skalnato-sněhový hřeben až pod vrcholovou skalní pyramidu, která se překonává strmým lezením. Hřeben se často používá také jako sestup po vylezení těžších cest.
- Kuloár Gervasutti (obtížnost 2, 48°, AD) vylezl poprvé Giusto Gervasutti a Renato Chabod 27. srpna 1934. Sněhová či ledová rokle protíná celou západní stěnu.
- Severní stěna obtížnost 55°, D) byla poprvé vylezena dvojicí Francesco Gonella a Alexis Berthod 23. srpna 1886. Výstup vede přímo středem sněhové stěny.